# Impatiens guizhouensis
Impatiens guizhouensis är en balsaminväxtart som beskrevs av Yi Ling Chen. Impatiens guizhouensis ingår i släktet balsaminer, och familjen balsaminväxter. Inga underarter finns listade i Catalogue of Life.